# Piper PA-30 Twin Comanche
Piper PA-30 Twin Comanche — американский лёгкий двухмоторный самолёт общего назначения. Разработан на основе Piper PA-24 Comanche и производился предприятием Piper Aircraft в 1963—1972 годах в нескольких модификациях. Вариант с винтами противоположного вращения обозначался Piper PA-39 Twin Comanche C/R. Всего выпущено 2142 самолёта.

## Разработка и производство
Piper PA-30 Twin Comanche был разработан для замены двухмоторного самолёта Piper Apache. Конструктор Ed Swearingen взял за основу модель Piper PA-24 Comanche. Самолёт оснащался двумя четырехцилиндровыми инжекторными двигателями Lycoming IO-320-B1A мощностью 160 л. с. каждый (в более поздних производственных версиях — мощностью 200 л. с., также — с турбонагнетателем). В начале 1970-х началось серийное производство модели PA-39 с винтами противоположного вращения. Самолёт производился до 1972 г., когда в результате разлива реки были затоплены производственные площади завода Piper Aircraft в городе Lock Haven, штат Пенсильвания.

## Основные производственные версии

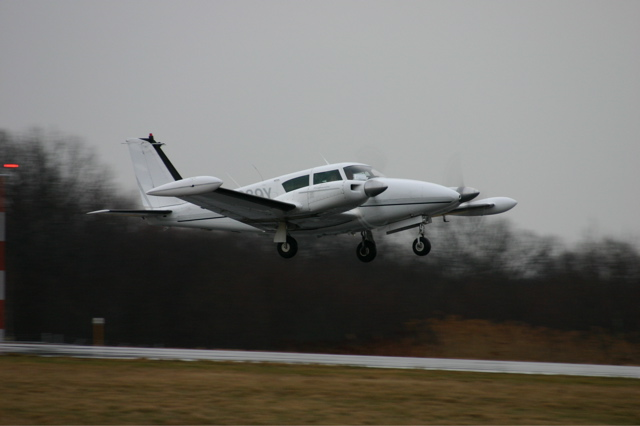
Piper Turbo Twin Comanche, выпуск 1965 г.

Выпускались три основные производственные версии PA30: первая (четырёхместная), модели B и C. Модели В и С имели увеличенный фюзеляж с вместимостью до шести человек. Некоторые варианты (с 1965 г.) оснащались двигателем с турбонагнетателем.

## Лётно-технические характеристики (PA-39)
- Пассажировместимость: 4/6
- Длина: 7.67 м
- Размах крыльев: 11.21 м
- Высота: 2.51 м
- Площадь крыльев: 16.54 м²
- Вес (пустой): 1030 кг
- Силовая установка: 2 × ПД Avco Lycoming IO-320-B1A, 4-цилиндровый, мощность 160 л. с., винты противоположного вращения.
- Максимальная скорость: 330 км/ч
- Дальность: 1931 км
- Практический потолок: 6095 м